# نخل آسای
نخل آسای (نام علمی: Euterpe oleracea) یکی از گونه‌های تیره نخل است. میوه‌های آسای، در سال‌های اخیر یکی از میوه‌های محبوب فروشگاه‌های ایالات متحده و نیز اروپا بوده است. از این میوه‌ها برای تولید آب میوه و حتی تولید رنگ‌های طبیعی استفاده‌های فراوانی به عمل می‌آید.
برای تولید آب میوه ابتدا سته‌ها را در آب خیسانده تا پوستهٔ خارجی آن نرم شود، سپس آنها را فشرده کرده و آبگیری می‌نمایند. آب میوه به رنگ ارغوانی تیره بوده که برای مصرف آن را با شکر و نشاسته کاساو مخلوط می‌کنند تا آب میوه‌ای غلیظ و مقوی ایجاد شود. همچنین برای تهیهٔ بستنی، مشروبات الکلی و انواع مختلفی از شیرینی‌ها از آب میوهٔ این گیاه استفاده می‌شود. از برگ‌های این گیاه نیز در تهیه کاهگل برای سقف خانه‌ها استفاده می‌کنند. از این درخت و فراورده‌های آن به‌طور سنتی در تهیه داروهای مختلف نیز بهره می‌گیرند. روغن میوهٔ آن برای درمان اسهال کاربرد دارد. بذرهای این گیاه را پس از برشته کردن و له کردن برای درمان «تب» به کار می‌برند. جوشانده و دم کرده ریشه‌های این گیاه برای درمان بیماری‌های کبد، دیابت، ریزش مو و درد ماهیچه‌ها مفید هستند. مطالعات اخیر نشان داده که میوه‌های این گیاه و روغن آن دارای خواص آنتی اکسیدانی قوی می‌باشند